# أسطونيات
الأسطونيات (الاسم العلمي: Strongylida) هي رتبة من الديدان الأسطوانية تتبع طائفة المفرزانية.

## التصنيف
- الأسطوناويات
  - الأسطونينات
    - المعترسات